# Desoto
För andra betydelser, se De Soto.

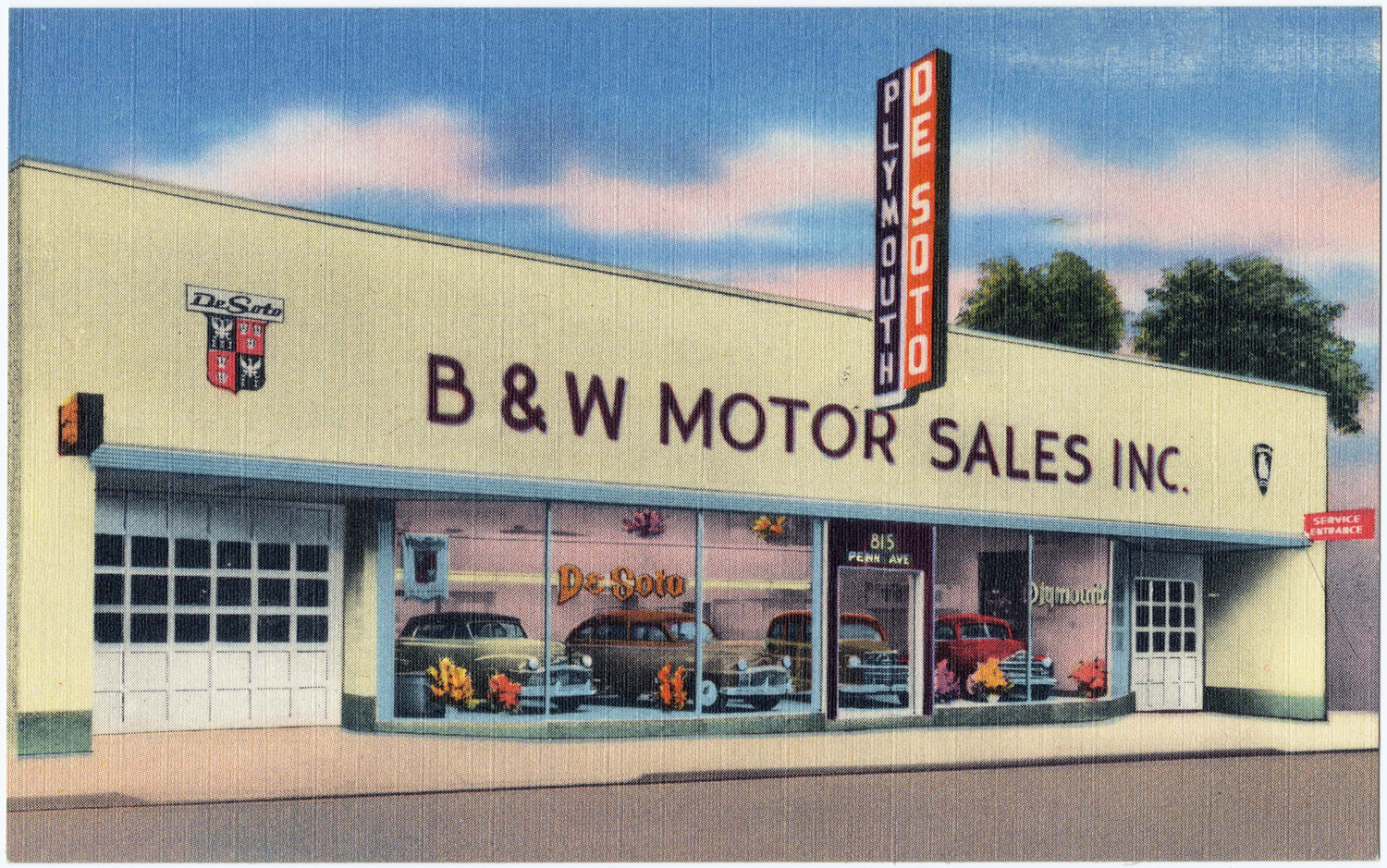
Amerikansk DeSoto försäljare i Pennsylvania ca 1945.

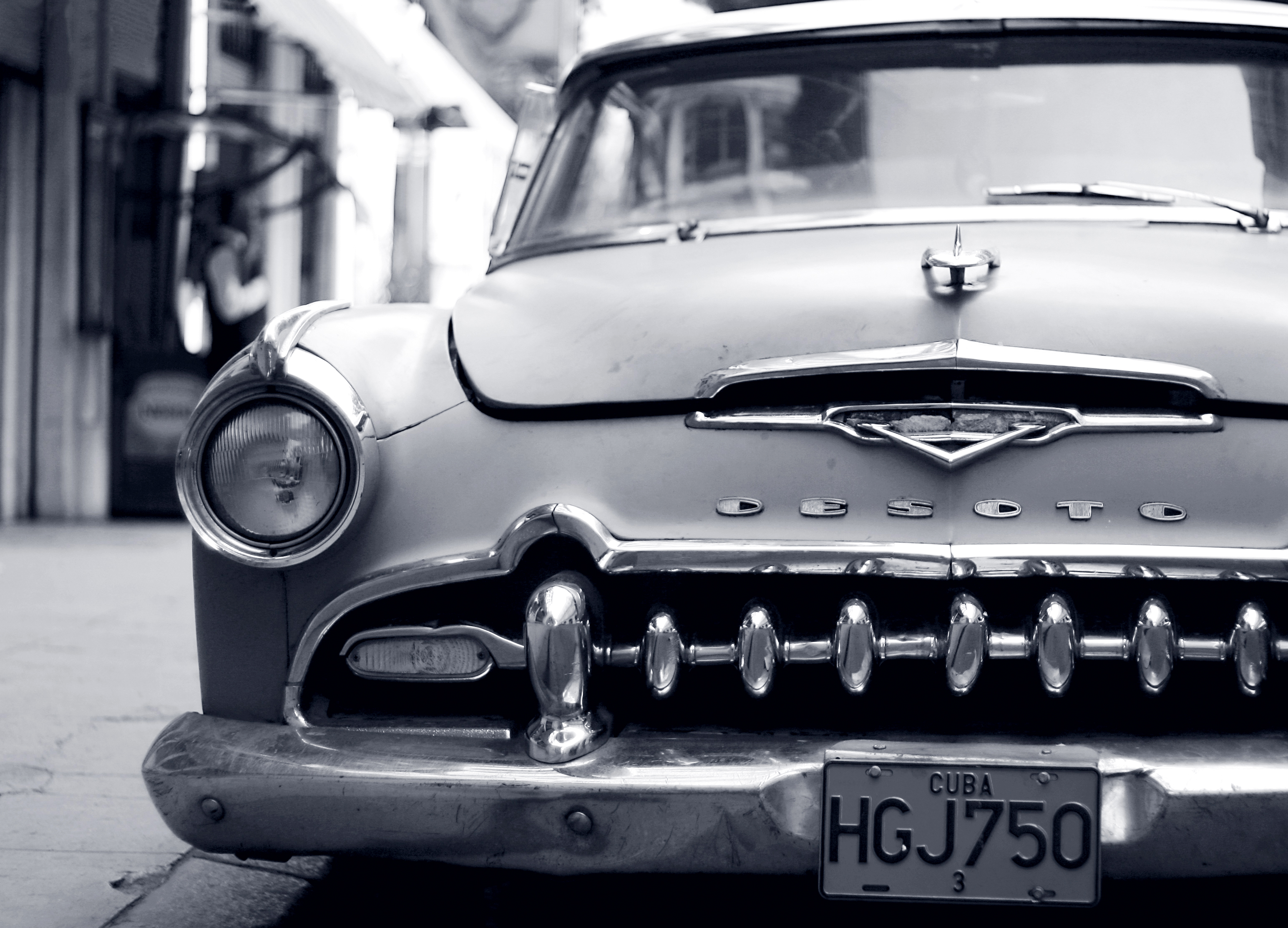
En DeSoto från 1955 på en gata i Havanna.

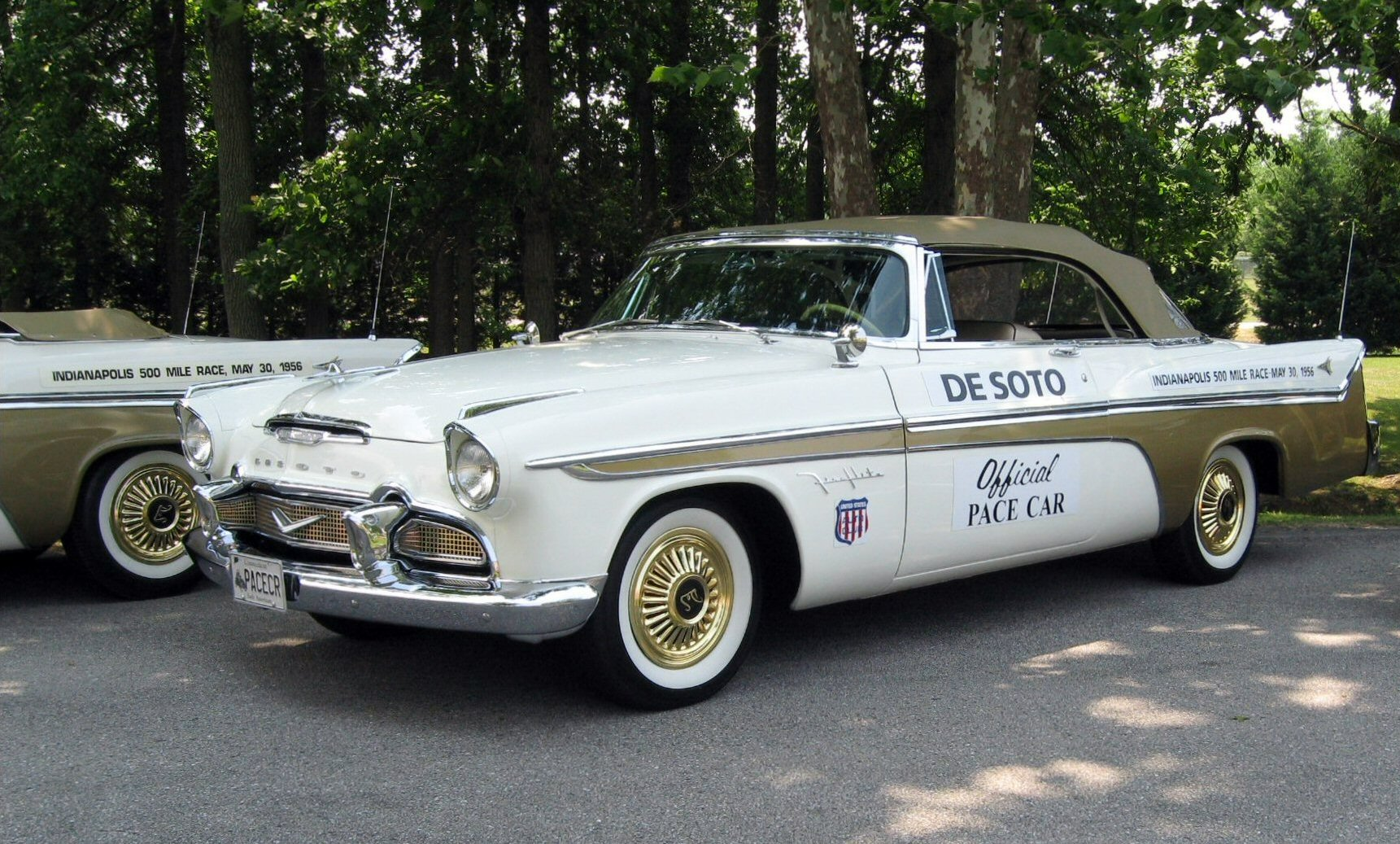
1956 var en DeSoto Fireflite Pace Car vid Indianapolis 500.

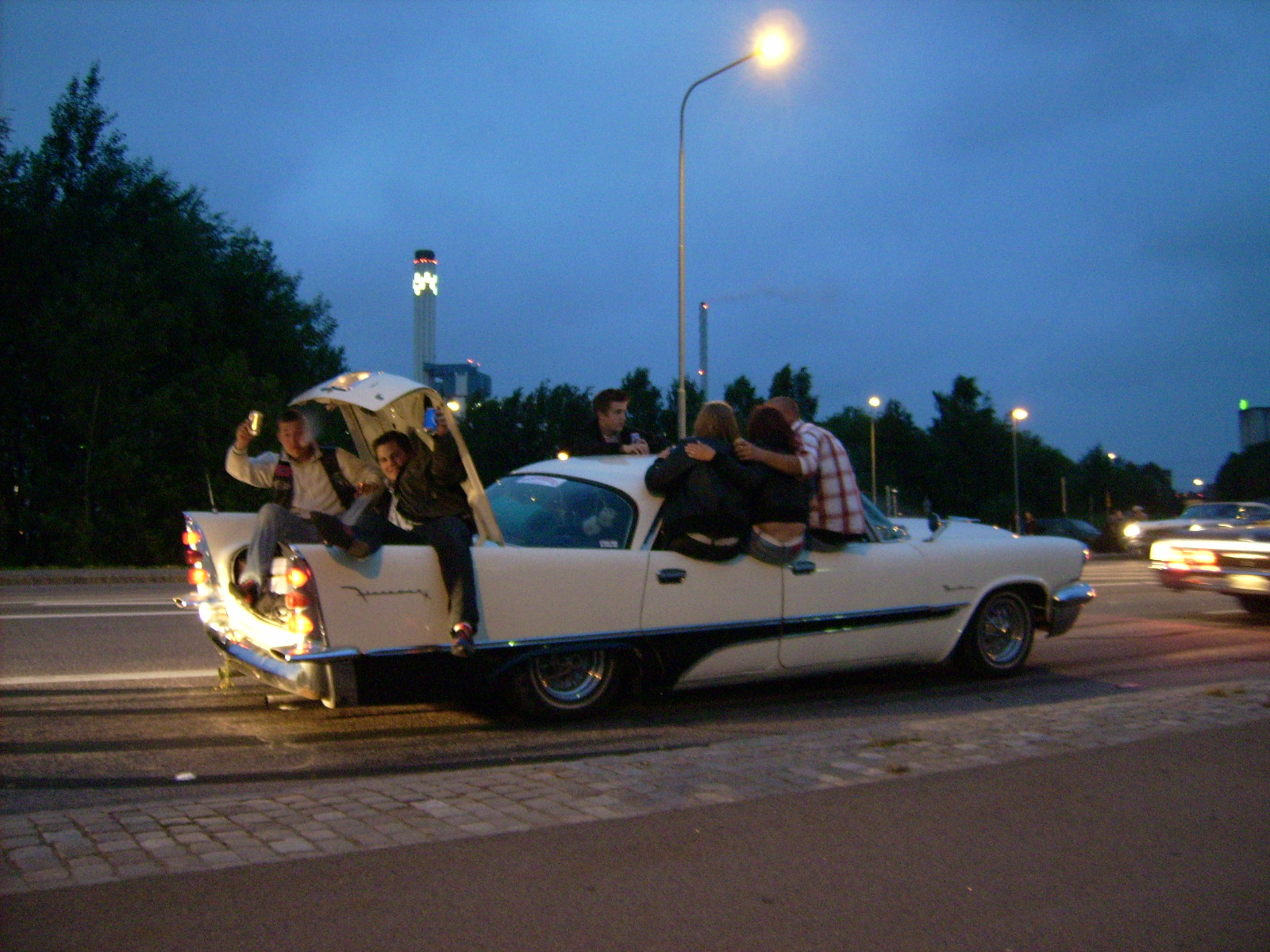
En De Soto Firesweep från 1957 fylld med raggare på cruising vid Power Big Meet 2007.

DeSoto (ibland: De Soto) var ett amerikanskt bilmärke som tillverkades av Chrysler Corporation i Detroit åren 1928–1960. 

## Historik
DeSoto grundades av Walter P. Chrysler den 4 augusti 1928. Det uppkallades efter den spanske upptäcktsresanden Hernando de Soto. Chrysler ville att märket skulle konkurrera med ärkerivalerna Oldsmobile, Nash och Pontiac i mellanprisklassen. Strax efter att DeSoto introducerats, genomförde Chrysler köpet av Dodge, och man hade nu två märken i mellanprisklassen. Om uppköpet gjorts lite senare, hade DeSoto aldrig sett dagens ljus. Inledningsvis var affärsstrategin med två märken relativt framgångsrik. Den sista årsmodellen av DeSoto som sålde hyggligt var 1957, vid en tid då höga fenor och tre bakljus per sida var DeSotos kännetecken. När DeSoto började använda samma kaross som Chrysler, förlorade DeSoto marknadsandelar i den stenhårda konkurrens som rådde på den amerikanska marknaden vid 1950-talets slut. 
Tillverkningen av DeSoto upphörde den 30 november 1960, strax efter att 1961 års modell presenterats. Namnet levde dock vidare en tid på tunga lastbilar tillverkade utanför USA (och då företrädesvis i Turkiet). 
DeSoto representerade Chrysler Corporation mellanprisklassen under i stort sett hela sin existens. Märket föll offer för den lågkonjunktur som svepte över USA 1958 som slog undan benen för flera märken i mellanprisklassen; Edsel lades ned ett år före DeSoto. Dessutom konkurrerade man prismässigt med Chryslers billigare modeller och Plymouths dyrare. När DeSoto lagts ned, presenterades Chrysler Newport som fyllde luckan efter DeSoto i Chryslers utbud. Den kostade strax under 3 000 dollar och var en försäljningsmässig framgång. 

## DeSoto i populärkulturen
Den kanske mest kände (fiktive) DeSoto-ägaren är seriefiguren Ernie. Berömd tvåa är Hawkeye Pierce, kirurg i TV-serien M*A*S*H. Märket är också populärt bland raggare.

## DeSoto-modeller (efter lansering)
- DeSoto Series K-SA (1929–1932)
- Desoto Series SC-SD (1933–1934)
- DeSoto Airflow (1934–1936)
- DeSoto Airstream (1935–1936)
- DeSoto Series S (1936–1942); S-1 till S-10, utom Airstream och Airflow
- DeSoto Custom (1946–1952)
- DeSoto Deluxe (1946–1952)
- DeSoto Diplomat (1946–1961); diverse typer för export utanför USA
- DeSoto Firedome (1952–1959)
- DeSoto Powermaster (1953–1954)
- DeSoto Fireflite (1955–1960)
- DeSoto Adventurer (1956–1960)
- DeSoto Firesweep (1957–1959)